# Franz Rohr von Denta
Franz Rohr od 1917 Baron von Denta (ur. 30 października 1854 w Aradzie, wówczas Królestwo Węgier, ob. Rumunia, zm. 9 grudnia 1927 w Rodaun pod Wiedniem) – marszałek polny cesarskiej i królewskiej Armii.

## Życiorys
Franz Rohr urodził się w rodzinie oficera cesarsko-królewskiej Armii. Uczył się w Szkole Wojskowej w Wiener Neustadt. Po jej ukończeniu został mianowany podporucznikiem ze starszeństwem z 1 września 1876 i wcielony do 3. Galicyjskiego Pułku Ułanów. W 1878 pełnił funkcję adiutanta tego pułku. W latach 1879–1881 był słuchaczem Szkoły Wojennej w Wiedniu. Na stopień porucznika został mianowany ze starszeństwem z 1 maja 1881. Po ukończeniu studiów otrzymał tytuł „oficer przydzielony do Sztabu Generalnego” i przydział na stanowisko oficera sztabu 50 Brygady Piechoty w Wiedniu. W 1896 awansował do stopnia pułkownika. 1 maja 1903 został mianowany generałem majorem. W 1904 został wyznaczony na stanowisko komendanta V Dystryktu cesarsko-królewskiej Obrony Krajowej w Székesfehérvár. 30 stycznia 1918 został mianowany marszałkiem polny ze starszeństwem z 9 lutego tego roku. 1 grudnia 1918 został przeniesiony w stan spoczynku.

## Odznaczenia[5]
- Krzyż Wielki Orderu Leopolda z dekoracją wojenną i mieczami
- Kawaler Orderu Korony Żelaznej I Klasy
- Krzyż Zasługi Wojskowej I Klasy z dekoracją wojenną i mieczami
- Złoty Medal Zasługi Wojskowej z mieczami
- Kawaler Orderu Leopolda
- Srebrny Medal Zasługi Wojskowej na czerwonej wstędze
- Brązowy Medal Zasługi Wojskowej na czerwonej wstędze
- Odznaka za Służbę Wojskową II Klasy
- Medal Jubileuszowy Pamiątkowy dla Sił Zbrojnych i Żandarmerii
- Krzyż Jubileuszowy Wojskowy